# به یادآور (مجموعه تلویزیونی)
به یادآور (انگلیسی: Remember; کره‌ای: 리멤버 – 아들의 전쟁) یک مجموعهٔ تلویزیونی کره جنوبی با بازی یو سونگ-هو، پارک سونگ وونگ، پارک مین یونگ، نام گونگ مین و جونگ هه-سونگ است. این مجموعه از ۹ دسامبر ۲۰۱۵ تا ۱۸ فوریه ۲۰۱۶ از اس‌بی‌اس برای ۲۰ قسمت پخش شد.
یو سونگ-هو به خاطر عملکرد بازیگری‌اش، برندهٔ جایزه بازیگر برتر نقش اول مرد در یک ژانر درام در مراسم جوایز درامای اس‌بی‌اس ۲۰۲۰ شد و همچنین نامزد جایزه برترین بازیگر نقش اول مرد در نهمین دورهٔ جوایز درامای کره شد. نام گونگ مین برندهٔ جایزه بازیگر برتر نقش اول مرد در یک مینی‌سریال در پنجمین دورهٔ مراسم جوایز ای‌پی‌ای‌ان استار و همین‌طور نامزد جایزه بزرگ (دسانگ) برای بهترین بازیگر نقش اول مرد در پنجاه و دومین دورهٔ مراسم جوایز هنری بکسانگ شد.

## خلاصهٔ داستان
سو جین-وو یک بیماری خاص به نام بیش‌یادآوری دارد که به او اجازه می‌دهد تقریباً هرروز را با جزئیات کامل به خاطر بسپارد. از طرف دیگر پدرش، سو جه-هیوک به بیماری آلزایمر مبتلا شد و باعث شد خاطرات خود را از دست بدهد. هنگامی که سو جه-هیوک به ناحق به قتل محکوم شد، جین-وو عهد بست که بی گناهی پدرش را ثابت کند. چهار سال بعد، جین-وو یک وکیل شده‌است تا جنایتکار واقعی را پشت میله‌های زندان بگذارد، اما رشوه، فساد و خیانت‌ها به او راهی آسان برای رسیدن به عدالت نمی‌دهد.

## بازیگران

### اصلی
- یو سونگ-هو در نقش سو جین-وو
- پارک سونگ وونگ در نقش پارک دونگ-هو
- پارک مین یونگ در نقش لی این-آه
- نام گونگ مین در نقش نام گیو-مان
- جونگ هه-سونگ در نقش نام یو-کیونگ

### مکمل
- جان کوانگ ریول در نقش سو جه-هیوک
- هان جین-هی در نقش نام ایل-هو
- لی شی اون در نقش آن سو-بوم[۶]
- لی وون-جونگ در نقش سوک جو-ایل[۶]
- اوم هیو-سوپ در نقش هونگ مو-سوک[۶]
- کیم جین-وو در نقش کانگ سوک-گیو
- سونگ یونگ-کیو در نقش تاک یونگ-جین
- کیم جی-هون در نقش پیون سانگ-هو
- شین جه-ها در نقش سول مین-سو
- کیم هیون-بوم در نقش سونگ جه-ایک وکیل
- لی جونگ-اون در نقش یون بو-می
- اوه نا-را در نقش چه جین-هیوک دادستان
- جونگ این-گی در نقش پدر لی این-ها[۶]
- پارک هیون-سوک در نقش مادر لی این-ها[۶]
- هان بو-به در نقش اوه جونگ-آه
- منگ سانگ هون در نقش اوه یونگ-تک[۶]
- نام میونگ-ریول در نقش کانگ مان-سو
- لی شی-آه در نقش کیم هان-نا
- لی سونگ-هیونگ در نقش لی جونگ-هون
- کیم یونگ-وونگ در نقش کواک هان-سو
- جون سه-هیون در نقش خواهر کوچکتر لی این-ها

## ریتینگ
- در جدول زیر،  اعداد آبی کمترین رتبه را دارند و  اعداد قرمز بیشترین رتبه را نشان می‌دهند.

| قسمت #  | تاریخ پخش اصلی | میانگین سهم مخاطب | میانگین سهم مخاطب | میانگین سهم مخاطب | میانگین سهم مخاطب | میانگین سهم مخاطب |
| قسمت #  | تاریخ پخش اصلی | TNmS Ratings      | TNmS Ratings      | AGB Nielsen       | AGB Nielsen       |                   |
| قسمت #  | تاریخ پخش اصلی | سراسر کشور        | سئول              | سراسر کشور        | سئول              |                   |
| ------- | -------------- | ----------------- | ----------------- | ----------------- | ----------------- | ----------------- |
| ۱       | ۹ دسامبر ۲۰۱۵  | ۶٫۶٪ (بیستم)      | ۸٫۱٪ (چهاردهم)    | ۷٫۲٪ (بیستم)      | ۸٫۲٪ (پانزدهم)    |                   |
| ۲       | ۱۰ دسامبر ۲۰۱۵ | ۷٫۹٪ (هجدهم)      | ۹٫۶٪ (هشتم)       | ۹٫۷٪ (شانزدهم)    | ۱۰٫۸٪ (نهم)       |                   |
| ۳       | ۱۶ دسامبر ۲۰۱۵ | ۹٫۶٪ (سیزدهم)     | ۱۲٫۳٪ (پنجم)      | ۱۱٫۷٪ (پنجم)      | ۱۳٫۹٪ (پنجم)      |                   |
| ۴       | ۱۷ دسامبر ۲۰۱۵ | ۱۰٫۰٪ (دوازدهم)   | ۱۱٫۹٪ (سوم)       | ۱۲٫۱٪ (ششم)       | ۱۴٫۳٪ (چهارم)     |                   |
| ۵       | ۲۳ دسامبر ۲۰۱۵ | ۱۱٫۲٪ (هشتم)      | ۱۳٫۴٪ (سوم)       | ۱۳٫۴٪ (پنجم)      | ۱۵٫۸٪ (سوم)       |                   |
| ۶       | ۲۴ دسامبر ۲۰۱۵ | ۱۱٫۴٪ (ششم)       | ۱۳٫۴٪ (دوم)       | ۱۳٫۴٪ (چهارم)     | ۱۴٫۸٪ (سوم)       |                   |
| ۷       | ۶ ژانویه ۲۰۱۶  | ۱۳٫۲٪ (پنجم)      | ۱۵٫۹٪ (دوم)       | ۱۵٫۷٪ (چهارم)     | ۱۸٫۱٪ (دوم)       |                   |
| ۸       | ۷ ژانویه ۲۰۱۶  | ۱۴٫۲٪ (پنجم)      | ۱۸٫۶٪ (دوم)       | ۱۵٫۶٪ (چهارم)     | ۱۷٫۷٪ (دوم)       |                   |
| ۹       | ۱۳ ژانویه ۲۰۱۶ | ۱۴٫۶٪ (ششم)       | ۱۸٫۰٪ (دوم)       | ۱۶٫۴٪ (چهارم)     | ۱۹٫۱٪ (دوم)       |                   |
| ۱۰      | ۱۴ ژانویه ۲۰۱۶ | ۱۶٫۲٪ (چهارم)     | ۲۰٫۰٪ (دوم)       | ۱۶٫۴٪ (چهارم)     | ۱۹٫۰٪ (سوم)       |                   |
| ۱۱      | ۲۰ ژانویه ۲۰۱۶ | ۱۶٫۱٪ (چهارم)     | ۱۹٫۳٪ (دوم)       | ۱۵٫۱٪ (چهارم)     | ۱۶٫۳٪ (دوم)       |                   |
| ۱۲      | ۲۱ ژانویه ۲۰۱۶ | ۱۶٫۶٪ (چهارم)     | ۱۸٫۷٪ (دوم)       | ۱۶٫۶٪ (چهارم)     | ۱۸٫۸٪ (سوم)       |                   |
| ۱۳      | ۲۷ ژانویه ۲۰۱۶ | ۱۵٫۶٪ (پنجم)      | ۱۸٫۷٪ (دوم)       | ۱۵٫۱٪ (چهارم)     | ۱۷٫۹٪ (سوم)       |                   |
| ۱۴      | ۲۸ ژانویه ۲۰۱۶ | ۱۷٫۶٪ (سوم)       | ۱۹٫۷٪ (دوم)       | ۱۵٫۶٪ (چهارم)     | ۱۷٫۹٪ (سوم)       |                   |
| ۱۵      | ۳ فوریه ۲۰۱۶   | ۱۵٫۳٪ (ششم)       | ۱۸٫۷٪ (دوم)       | ۱۶٫۳٪ (سوم)       | ۱۸٫۶٪ (سوم)       |                   |
| ۱۶      | ۴ فوریه ۲۰۱۶   | ۱۷٫۸٪ (دوم)       | ۲۰٫۹٪ (دوم)       | ۱۷٫۰٪ (سوم)       | ۱۹٫۸٪ (دوم)       |                   |
| ۱۷      | ۱۰ فوریه ۲۰۱۶  | ۱۵٫۹٪ (سوم)       | ۱۹٫۳٪ (دوم)       | ۱۶٫۳٪ (سوم)       | ۱۸٫۵٪ (سوم)       |                   |
| ۱۸      | ۱۱ فوریه ۲۰۱۶  | ۱۸٫۳٪ (سوم)       | ۲۳٫۱٪ (دوم)       | ۱۸٫۰٪ (سوم)       | ۲۰٫۳٪ (سوم)       |                   |
| ۱۹      | ۱۷ فوریه ۲۰۱۶  | ۱۷٫۹٪ (چهارم)     | ۲۱٫۷٪ (دوم)       | ۱۸٫۱٪ (سوم)       | ۲۰٫۹٪ (دوم)       |                   |
| ۲۰      | ۱۸ فوریه ۲۰۱۶  | ۲۰٫۱٪ (دوم)       | ۲۳٫۷٪ (دوم)       | ۲۰٫۳٪ (دوم)       | ۲۲٫۶٪ (دوم)       |                   |
| میانگین | میانگین        | ۱۴٫۲٪             | ۱۷٫۳٪             | ۱۵٫۰٪             | ۱۷٫۲٪             |                   |

- پخش قسمت‌های ۷ و ۸، به ترتیب برای ۳۰ و ۳۱ دسامبر ۲۰۱۵ برنامه‌ریزی شده بودند اما به علت مراسم سالانهٔ جوایز سرگرمی اس‌بی‌اس و جوایز درامای اس‌بی‌اس پخش آن‌ها به تعویق افتاد.

## پخش بین‌المللی
- این مجموعه، در هند، اندونزی، مالزی سنگاپور در سرویس استریم آنلاین ویو، با زیرنویس‌های چینی، انگلیسی، اندونزیایی و مالزیایی در دسترس است.[۹]
- این مجموعه، در مالزی، سنگاپور، اندونزی و کامبوج، از وان تی‌وی آسیا با زیرنویس‌های انگلیسی، مالایی و چینی به روی آنتن رفت.[۱۰]

## جوایز و نامزدی‌ها
| سال  | مراسم جوایز                        | دسته                                            | گیرنده         | نتیجه    |
| ---- | ---------------------------------- | ----------------------------------------------- | -------------- | -------- |
| ۲۰۱۶ | نهمین جوایز درامای کره             | برترین بازیگر نقش اول مرد                       | یو سونگ-هو     | نامزدشده |
| ۲۰۱۶ | پنجاه و دومین جوایز هنری بکسانگ    | بهترین بازیگر نقش اول مرد                       | نام گونگ مین   | نامزدشده |
| ۲۰۱۶ | پنجمین جوایز ای‌پی‌ای‌ان استار        | بازیگر برتر نقش اول مرد در یک مینی‌سریال         | نام گونگ مین   | برنده    |
| ۲۰۱۶ | اولین جوایز آرتیست آسیا            | جایزه بهترین سلبریتی، بازیگر مرد                | نام گونگ مین   | برنده    |
| ۲۰۱۶ | بیست و چهارمین جوایز درامای اس‌بی‌اس | جایزه بزرگ (دسانگ)                              | نام گونگ مین   | نامزدشده |
| ۲۰۱۶ | بیست و چهارمین جوایز درامای اس‌بی‌اس | جایزه برترین بازیگر زن در یک ژانر درام و فانتزی | پارک مین یونگ  | نامزدشده |
| ۲۰۱۶ | بیست و چهارمین جوایز درامای اس‌بی‌اس | جایزه بازیگر برتر نقش اول مرد در یک ژانر درام   | یو سونگ-هو     | برنده    |
| ۲۰۱۶ | بیست و چهارمین جوایز درامای اس‌بی‌اس | جایزه بازیگری ویژه، بازیگر مرد در یک ژانر درام  | پارک سونگ وونگ | برنده    |
| ۲۰۱۶ | بیست و چهارمین جوایز درامای اس‌بی‌اس | جایزه بازیگری ویژه، بازیگر مرد در یک ژانر درام  | لی شی-اون      | نامزدشده |
| ۲۰۱۶ | بیست و چهارمین جوایز درامای اس‌بی‌اس | جایزه بازیگری ویژه، بازیگر زن در یک ژانر درام   | جونگ هه-سونگ   | نامزدشده |
| ۲۰۱۶ | بیست و چهارمین جوایز درامای اس‌بی‌اس | جایزه آکادمی آیدل – بهترین Drudge               | یو سونگ-هو     | نامزدشده |
| ۲۰۱۶ | بیست و چهارمین جوایز درامای اس‌بی‌اس | جایزه آکادمی آیدل – بهترین Drudge               | لی شی-اون      | نامزدشده |